# Vladislav F. Ribnikar
Pour les articles homonymes, voir Ribnikar.
Vladislav Franc Ribnikar  (en serbe cyrillique : Владислав Франц Рибникар ; né le 13 novembre 1871 à Trstenik et mort le 1er septembre 1914 sur la montagne de la Sokolska planina) est un journaliste serbe. Il a fondé le journal Politika, qui est le plus ancien quotidien de Serbie. Il a dirigé son journal de sa création en 1904 jusqu'à sa mort au combat en 1914.

## Biographie
Vladislav Franc Ribnikar est né à Trstenik (Serbie) en 1871 ; il était le fils aîné de Franc Ribnikar, un médecin slovène originaire de Carniole. Vladislav effectua ses premières études à Jagodina et à Belgrade. Il étudia ensuite la philologie à la faculté de philosophie de l'université de Belgrade entre 1888 et 1892, puis il obtint une maîtrise à la Sorbonne à Paris et se rendit à Berlin pour obtenir un doctorat à l'Université Humboldt.
Le coup d'État de mai 1903 en Serbie, qui marqua la fin de la dynastie des Obrenović, interrompit les études de doctorat de Vladislav Ribnikar. L'arrivée au pouvoir de la dynastie des Karađorđević ramena dans le pays une certaine forme de démocratie ainsi que la liberté de la presse qui fut accordée pour la première fois. Vladislav Ribnikar, influencé par ses expériences politiques en France et en Allemagne, décida de participer à cet élan en fondant le premier journal indépendant de Serbie.
À l'époque, l'idée de créer un journal indépendant, c'est-à-dire sans lien avec les partis politiques, était une idée nouvelle en Serbie. Personne ne pensait d'un journal indépendant pourrait survivre sans l'aide financière des partis. En fait, la femme de Vladislav se montra prête à investir sa fortune personnelle dans l'entreprise. Le journal Politika fut fondé en juin 1904 et, en quelques années devint le quotidien le plus important du pays.
Vladislav resta à la tête de Politika jusqu'à sa mort en 1914. En tant qu'officier de réserve, il participa aux Guerres balkaniques en 1912 et 1913 et, après le début de la Première Guerre mondiale, il fut à nouveau appelé à servir. Vladislav Ribnikar est mort au combat le 1er septembre 1914, tandis qu'il lançait une septième attaque contre l'armée de l'Autriche-Hongrie. Un jour plus tard, son plus jeune frère, Darko F. Ribnikar, capitaine de réserve et rédacteur en chef de Politika, fut tué par une balle ennemie.